# Мужилівська сільська рада
Мужи́лівська сільська́ ра́да — адміністративно-територіальна одиниця та орган місцевого самоврядування в Підгаєцькому районі Тернопільської області. Адміністративний центр — село Мужилів.

## Загальні відомості
- Територія ради: 35,94 км²
- Населення ради: 1 504 особи (станом на 2001 рік)
- Територією ради протікає річка Мужилівка

## Населені пункти
Сільській раді підпорядковані населені пункти:
- с. Мужилів

## Населення
За переписом населення України 2001 року в сільській раді мешкала 1501 особа.

### Мова
Розподіл населення за рідною мовою за даними перепису 2001 року:
| Мова       | Відсоток |
| ---------- | -------- |
| українська | 99,80 %  |
| російська  | 0,20 %   |

## Склад ради
Рада складається з 16 депутатів та голови.
- Голова ради: Широкий Василь Йосипович
- Секретар ради: Чемерис Надія Йосипівна

### Керівний склад попередніх скликань
| Прізвище, ім'я, по батькові | Основні відомості                                                 | Дата обрання | Дата звільнення |
| --------------------------- | ----------------------------------------------------------------- | ------------ | --------------- |
| Кулинич Петро Васильович    | Сільський голова, 1953 року народження, освіта вища, безпартійний | 26.03.2006   | 31.10.2010      |
| Кулинич Петро Васильович    | Сільський голова, 1953 року народження, освіта вища, безпартійний | 31.10.2010   | 09.09.2012      |
| Широкий Василь Йосипович    | Сільський голова, 1968 року народження, освіта вища, безпартійний | 09.09.2012   |                 |

Примітка: таблиця складена за даними сайту Верховної Ради України

### Депутати
За результатами місцевих виборів 2010 року депутатами ради стали:

#### За суб'єктами висування
| Суб'єкт висування | Кількість обраних депутатів | %    |
| ----------------- | --------------------------- | ---- |
| Самовисування     | 15                          | 93,8 |
| Народна партія    | 1                           | 6,3  |

#### За округами
| № округу       | Прізвище, ім'я, по батькові    | Дата визнання обраним | Освіта             | Партійна приналежність | Відомості про обраного депутата               |
| -------------- | ------------------------------ | --------------------- | ------------------ | ---------------------- | --------------------------------------------- |
| Народна Партія |                                |                       |                    |                        |                                               |
| 6              | Цяпута Назарій Михайлович      | 05.11.2010            | вища               | позапартійний          | Підгаєцька УРЛВМ, лікар епізоотолог           |
| Самовисування  |                                |                       |                    |                        |                                               |
| 1              | Солонина Михайло Андрійович    | 07.10.2013            | вища               | позапартійний          | студент, Підгаєцький р-н, с. Мужилів          |
| 2              | Говпаш Оксана Йосипівна        | 05.11.2010            | вища               | позапартійна           | Му жилі вська сільськарада, бухгал тер        |
| 3              | Круподра Святослав Ярославович | 05.11.2010            | середня спеціальна | позапартійний          | тимчасово не працює                           |
| 4              | Смейко Петро Ярославович       | 05.11.2010            | середня спеціальна | позапартійний          | тимчасово не працює                           |
| 5              | Чемерис Надія Йосипівна        | 05.11.2010            | вища               | позапартійна           | с. Мужилів ська сільська рада, землевпорядник |
| 7              | Соляк Володимир Богданович     | 05.11.2010            | середня спеціальна | позапартійний          | тимчасово не працює                           |
| 8              | Павлюк Андрій Володимирович    | 05.11.2010            | середня спеціальна | позапартійний          | тимчасово не працює                           |
| 9              | Зорик Михайло Миколайович      | 05.11.2010            | середня спеціальна | позапартійний          | тимчасово не працює                           |
| 10             | Лущак Іван Петрович            | 05.11.2010            | вища               | позапартійний          | тимчасово не працює                           |
| 11             | Демчишин Володимир Ярославович | 05.11.2010            | середня спеціальна | позапартійний          | тимчасово не працює                           |
| 12             | Кочак Петро Іванович           | 05.11.2010            | середня спеціальна | позапартійний          | ТзОВ «Санком», різноробочий                   |
| 13             | Гойда Олександр Ігорович       | 07.10.2013            | середня спеціальна | позапартійний          | тимчасово ен працює                           |
| 14             | Кулинич Василь Петрович        | 05.11.2010            | вища               | позапартійний          | Підгаєцький районний суд, судовиконавець      |
| 15             | Андроняк Ігор Васильович       | 05.11.2010            | вища               | позапартійний          | тимчасово не працює                           |
| 16             | Мохун Олег Михайлович          | 05.11.2010            | середня            | позапартійний          | тимчасово не працює                           |